# Foulard
Pour l’article homonyme, voir Cordyline fruticosa pour l'espèce de plantes appelée foulard dans les Antilles.
Un foulard (du provençal foulat, foulé) est un grand carré de tissu qui se porte, comme accessoire de mode, autour du cou ou sur la tête. Porté sur la tête, l'utilisation du mot se confond parfois avec celle du voile.
On utilise un foulard ou fichu pour protéger les cheveux et le cou contre les poussières, le vent, le soleil ou le froid.
Au Québec, le terme foulard est utilisé pour désigner une écharpe.

## Histoire

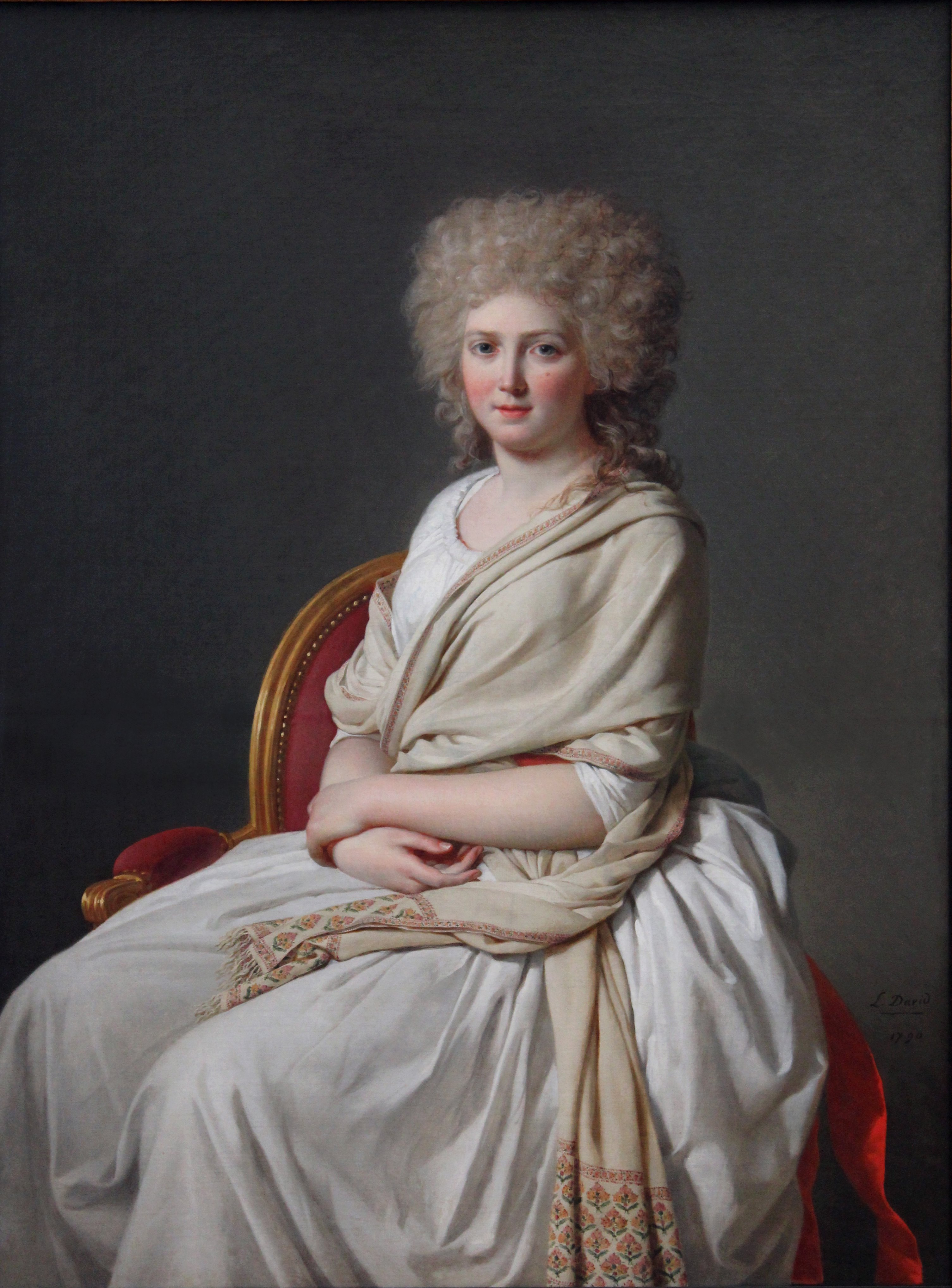
Fichu Marie-Antoinette, 1790 peinture de David

Le terme foulard apparaît au milieu du XVIIIe siècle. À cette époque, il désigne un tissu léger, soie ou coton qui sert à la confection d'écharpes, fichus et autres.
Depuis la fin du XIXe siècle on appelle foulard l'accessoire de mode porté autour du cou ou sur la tête. Auparavant ces accessoires s'appelaient « fichu », « mouchoir », « voile ».
Le foulard peut être imprégné de parfum ou de solution protectrice.

### Le fichu
Le fichu, qui tire son nom du verbe « ficher » (mettre à la hâte), est un triangle d'étoffe — ou un carré plié en triangle — dont les femmes se couvraient la tête et les épaules.
- Fichu Marie-Antoinette : un fichu croisé sur la poitrine et noué dans le dos. La peinture de David présentée à droite illustre non pas un fichu mais un châle en cachemire.

Autrefois, le fichu noué sous le menton était appelé « fanchon », d'après Fanchon, diminutif de Françoise.

## Accessoire de mode
Robert Dumas, directeur d'une entreprise créée il y a un siècle tout juste par Thierry Hermès, réalise le premier carré de la marque éponyme. Dans les années 1960, un créateur italien, Emilio Pucci, fabriqua des foulards en soie aux motifs de couleurs vives, son exemple fut suivi par la suite par de nombreux créateurs dont : Versace, etc. En France, la ville des foulards en soie se trouve être Lyon, avec une industrie locale qui dure depuis le XVIe siècle. André Claude Canova est l’un de ces derniers soyeux lyonnais à imprimer de façon traditionnelle au cadre plat et à roulotter ses foulards à la main. La Princesse Grace Kelly de Monaco était reconnue pour être une amatrice de foulards en soie.

## Scoutisme
Le foulard est un élément de reconnaissance, de différenciation entre les différentes unités de scouts. Il fait partie de l’uniforme.

## Jonglerie et prestidigitation
Il est souvent utilisé par les jongleurs débutants car sa course est ralentie dans l’air ce qui facilite l’apprentissage des mouvements. On le retrouve également comme accessoire sur scène chez magiciens et prestidigitateurs.

## Jeu du foulard
Un jeu dangereux de strangulation pratiqué par des enfants est appelé « jeu du foulard ».

## Dans le monde

### Suisse
En Suisse, le foulard glaronnais est un vêtement typique d'extérieur remontant au XVIIe siècle.

## Galerie

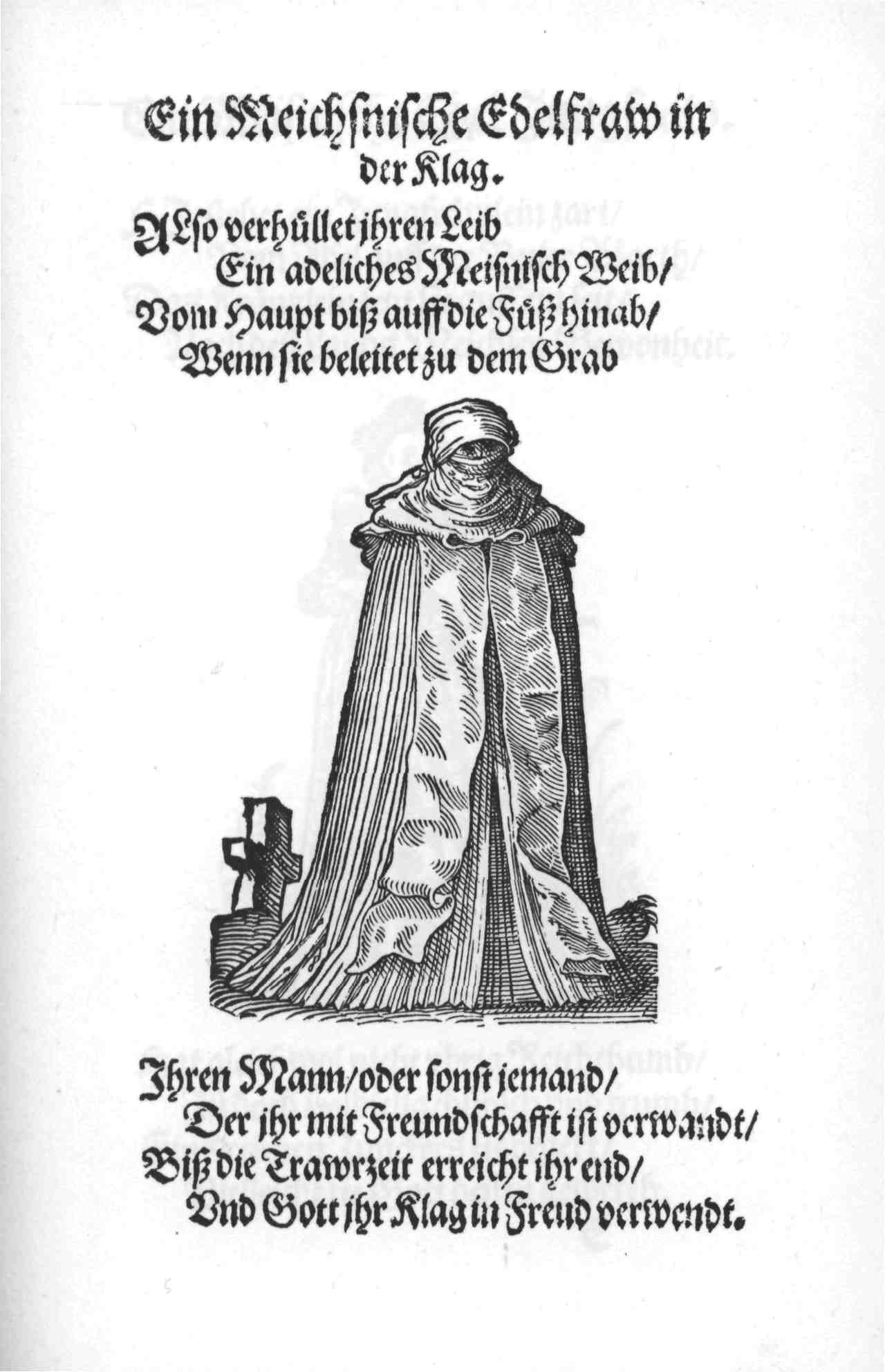
1586, femme de la ville allemande de Meissen en deuil
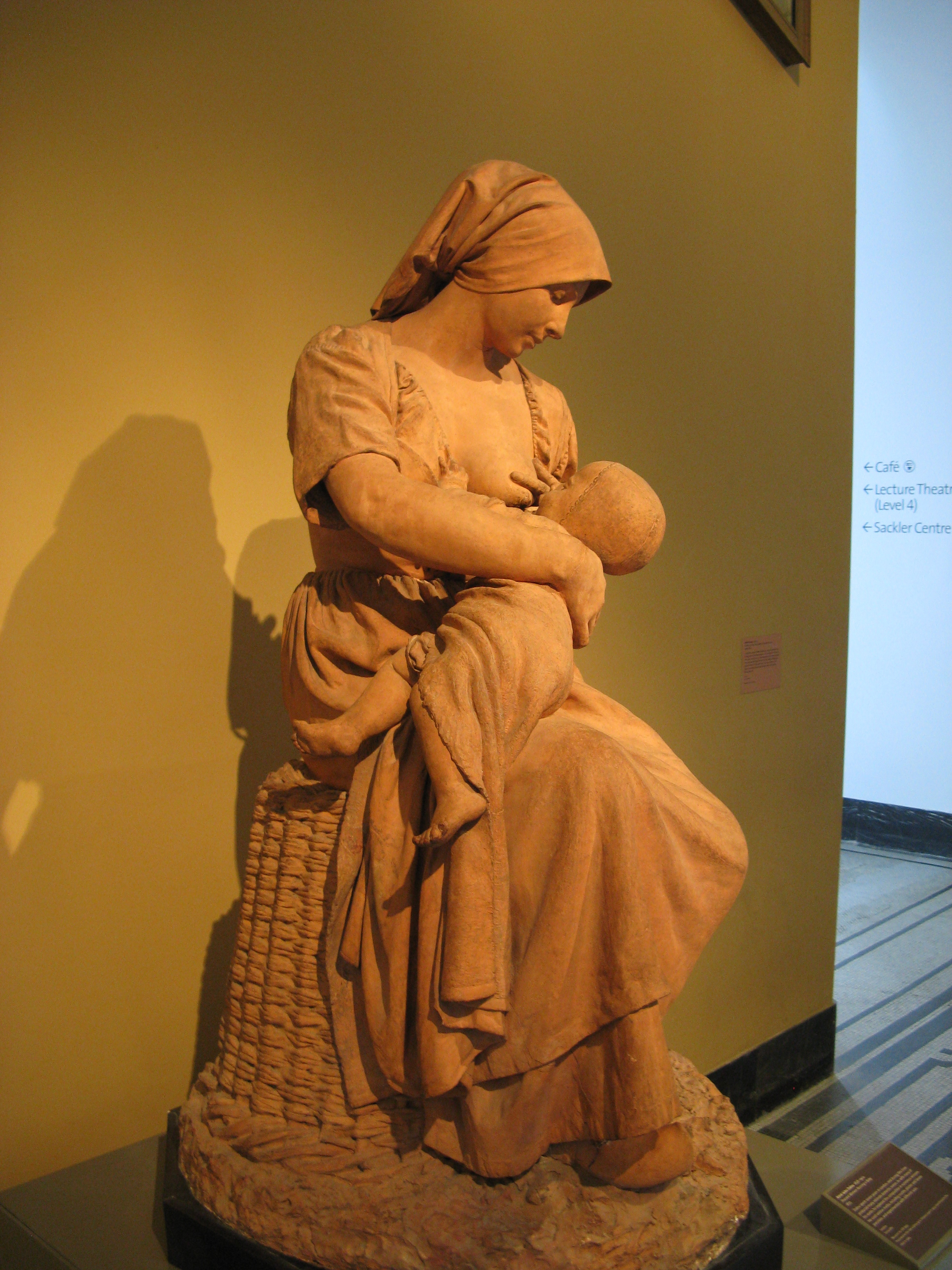
La Paysanne française allaitant de Jules Dalou (1873), Victoria and Albert Museum, Londres
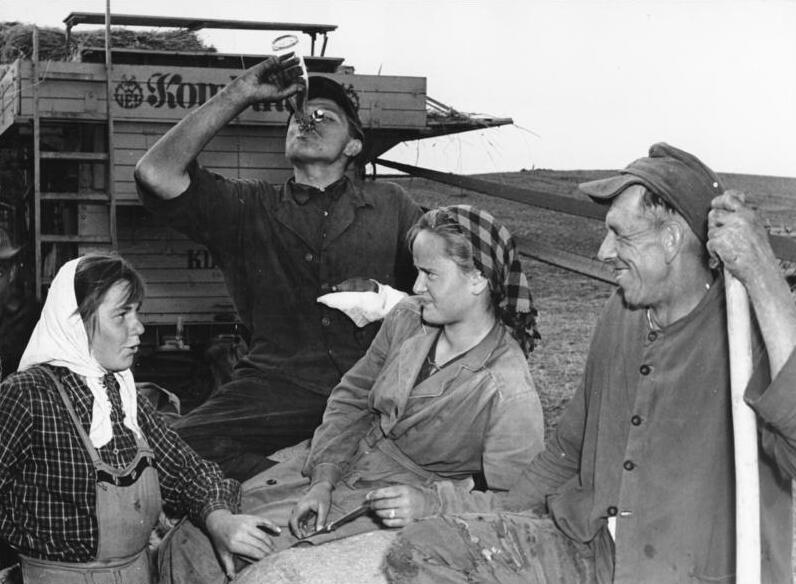
Paysannes allemandes dans l'Arrondissement de Märkisch-Pays de l'Oder en 1952
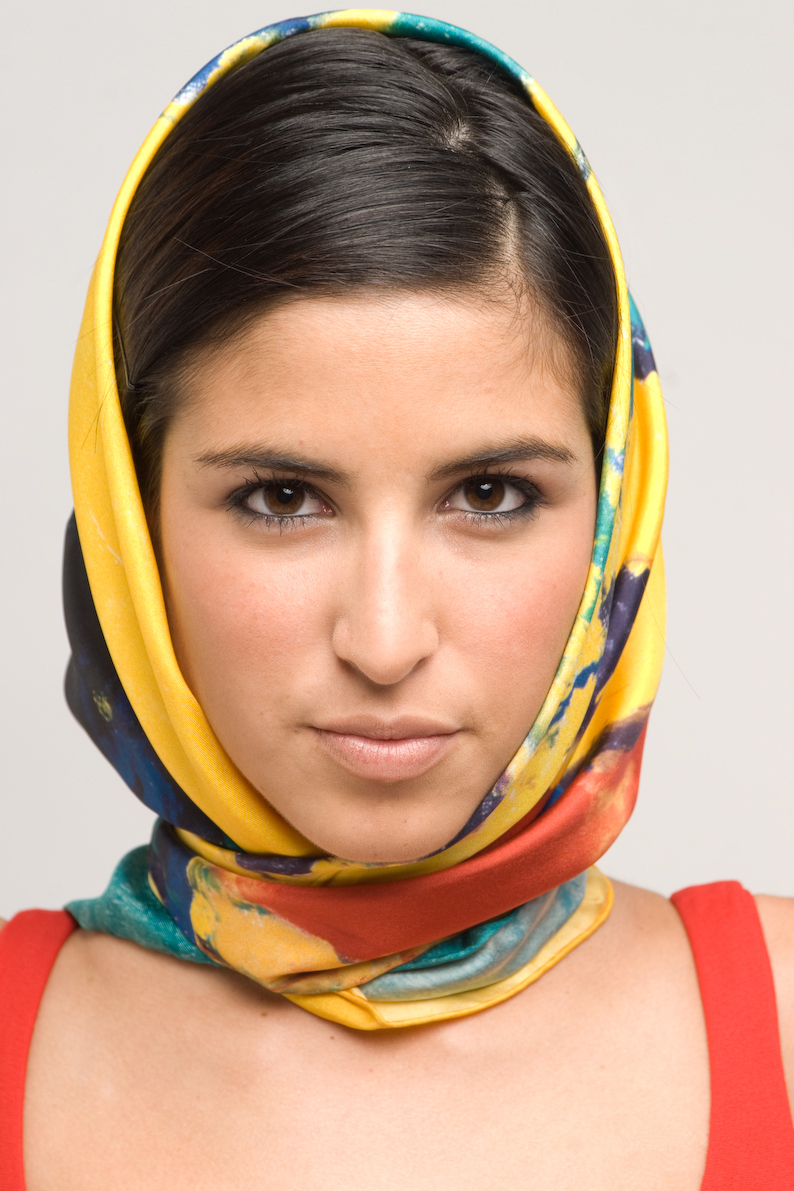
Jeune femme avec un foulard de soie
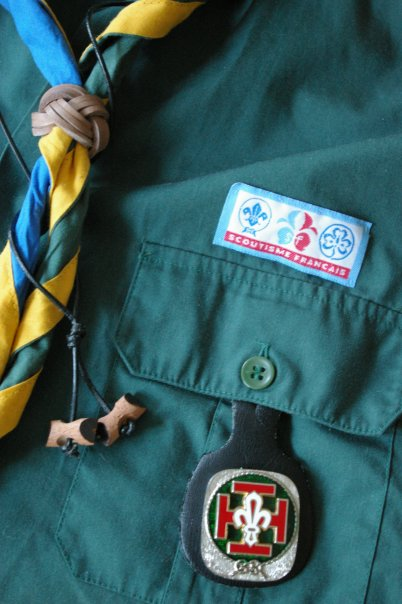
Foulard scouts de France